# 陕西广播电视台新闻广播
陕西广播电视台新闻广播，简称陕西新闻广播，该频率是陕西人民广播电台第一套节目，以新闻节目为主。

## 节目
- 陕西新闻
- 全省新闻联播
- 秦风热线
- 说法时间
- 文化三秦
- 秦岭夜话

## 主持人
- 陈洁
- 孙凯
- 杨莹
- 李翔
- 金荣
- 晓林
- 曹静
- 建军
- 高峰
- 秋月
- 刘俊芳
- 王兰
- 小摆
- 慎之
- 益杨
- 小黎
- 张莹
- 郭知凡
- 雷蕾